# Ringer-Weltmeisterschaften 1954
Die Ringer-Weltmeisterschaften 1954 fanden vom 22. bis zum 25. Mai 1954 in Tokio statt. Die Ringer wurden in acht Gewichtsklassen unterteilt. Im Gegensatz zu 1953 wurde nicht im griechisch-römischen, sondern im freien Stil gerungen.

## Medaillengewinner
| Klasse | Gold                | Silber              | Bronze                |
| ------ | ------------------- | ------------------- | --------------------- |
| -52 kg | Hüseyin Akbaş       | Yūshū Kitano        | Mirian Zalkalamanidse |
| -57 kg | Mustafa Dağıstanlı  | Lajos Bencze        | Tauno Jaskari         |
| -62 kg | Shōzō Sasahara      | Bayram Şit          | Nikolai Musaschwili   |
| -67 kg | Jahanbakht Tofigh   | Olle Anderberg      | Sergei Gabarajew      |
| -73 kg | Wachtang Balawadse  | Mohammad Ali Fardin | Yataka Kaneko         |
| -79 kg | Abbas Zandi         | İsmet Atlı          | Kazuo Katsuramoto     |
| -87 kg | August Englas       | Adil Atan           | Viking Palm           |
| +87 kg | Arsen Mekokischwili | Bertil Antonsson    | İrfan Atan            |

## Ergebnisse

### Fliegengewicht (bis 52 kg)
| Platz | Land               | Sportler              |
| ----- | ------------------ | --------------------- |
| 1     | Türkei             | Hüseyin Akbaş         |
| 2     | Japan              | Yūshū Kitano          |
| 3     | Sowjetunion        | Mirian Zalkalamanidse |
| 4     | Philippinen        | Basilio Pabila        |
| 5     | Vereinigte Staaten | Dick Delgado          |
| 5     | Iran               | Mahmoud Mollaghasemi  |

Datum: Mai 1954 

Titelverteidiger (griech.-röm.): 
  Boris Gurewitsch 

Teilnehmer: ?

### Bantamgewicht (bis 57 kg)
| Platz | Land               | Sportler                |
| ----- | ------------------ | ----------------------- |
| 1     | Türkei             | Mustafa Dağıstanlı      |
| 2     | Ungarn             | Lajos Bencze            |
| 3     | Finnland           | Tauno Jaskari           |
| 4     | Sowjetunion        | W. Gigijadse            |
| 5     | Vereinigte Staaten | James Rose              |
| 5     | Iran               | Mohammad Mehdi Yaghoubi |

Datum: Mai 1954 

Titelverteidiger (griech.-röm.): 
  Artjom Terjan 

Teilnehmer: ?

### Federgewicht (bis 62 kg)
| Platz | Land               | Sportler            |
| ----- | ------------------ | ------------------- |
| 1     | Japan              | Shōzō Sasahara      |
| 2     | Türkei             | Bayram Şit          |
| 3     | Sowjetunion        | Nikolai Musaschwili |
| 4     | Ungarn             | Géza Hoffmann       |
| 5     | Iran               | Nasser Givehchi     |
| 5     | Vereinigte Staaten | Alan Rice           |

Datum: Mai 1954 

Titelverteidiger (griech.-röm.): 
  Olle Anderberg 

Teilnehmer: ?

### Leichtgewicht (bis 67 kg)
| Platz | Land        | Sportler          |
| ----- | ----------- | ----------------- |
| 1     | Iran        | Jahanbakht Tofigh |
| 2     | Schweden    | Olle Anderberg    |
| 3     | Sowjetunion | Sergei Gabarajew  |
| 4     | Türkei      | Osman Kambur      |
| 5     | Frankreich  | Roger Bielle      |
| 5     | Ungarn      | Gyula Tóth        |

Datum: Mai 1954 

Titelverteidiger (griech.-röm.): 
  Gustav Freij 

Teilnehmer: ?

### Weltergewicht (bis 73 kg)
| Platz | Land               | Sportler            |
| ----- | ------------------ | ------------------- |
| 1     | Sowjetunion        | Wachtang Balawadse  |
| 2     | Iran               | Mohammad Ali Fardin |
| 3     | Japan              | Yutaka Kaneko       |
| 4     | Schweden           | Per Berlin          |
| 5     | Türkei             | Bekir Büke          |
| 6     | Vereinigte Staaten | Jay Holt            |

Datum: Mai 1954 

Titelverteidiger (griech.-röm.): 
  Georgi Chatworjan 

Teilnehmer: ?

### Mittelgewicht (bis 79 kg)
| Platz | Land               | Sportler          |
| ----- | ------------------ | ----------------- |
| 1     | Iran               | Abbas Zandi       |
| 2     | Türkei             | İsmet Atlı        |
| 3     | Japan              | Kazuo Katsuramoto |
| 4     | Vereinigte Staaten | Wenzel Hubel      |
| 5     | Sowjetunion        | Giwi Kartosia     |
| 6     | Schweden           | Axel Grönberg     |

Datum: Mai 1954 

Titelverteidiger (griech.-röm.): 
  Giwi Kartosia 

Teilnehmer: ?

### Halbschwergewicht (bis 87 kg)
| Platz | Land               | Sportler          |
| ----- | ------------------ | ----------------- |
| 1     | Sowjetunion        | August Englas     |
| 2     | Türkei             | Adil Atan         |
| 3     | Schweden           | Viking Palm       |
| 4     | Ungarn             | József Kovács     |
| 5     | Iran               | Gholamreza Takhti |
| 6     | Vereinigte Staaten | Dale Thomas       |

Datum: Mai 1954 

Titelverteidiger (griech.-röm.): 
  August Englas 

Teilnehmer: ?

### Schwergewicht (über 87 kg)
| Platz | Land        | Sportler            |
| ----- | ----------- | ------------------- |
| 1     | Sowjetunion | Arsen Mekokischwili |
| 2     | Schweden    | Bertil Antonsson    |
| 3     | Türkei      | İrfan Atan          |
| 4     | Ungarn      | Norbert Növényi     |
| 5     | BRD         | Max Leichter        |
| 6     | Japan       | Jiro Seki           |

Datum: Mai 1954 

Titelverteidiger (griech.-röm.): 
  Bertil Antonsson 

Teilnehmer: ? 
  
Antonssons Erfolgsserie bei internationalen Meisterschaften riss erstmals seit sechs Jahren. Den entscheidenden Kampf gegen den aus Georgien stammenden Olympiasieger von 1952 Arsen Mekokischwili verlor Antonsson. Mekokischwili wurde somit im Alter von 42 Jahren erstmals Weltmeister.

## Medaillenspiegel
| Rang | Land        | Gold | Silber | Bronze |
| ---- | ----------- | ---- | ------ | ------ |
| 1    | Sowjetunion | 3    | 0      | 3      |
| 2    | Türkei      | 2    | 3      | 1      |
| 3    | Iran        | 2    | 1      | 0      |
| 4    | Japan       | 1    | 1      | 2      |
| 5    | Schweden    | 0    | 2      | 1      |
| 6    | Ungarn      | 0    | 1      | 0      |
| 7    | Finnland    | 0    | 0      | 1      |